# Плевроцибелла вытянутая
Плевроцибе́лла вы́тянутая (лат. Pleurocybélla pórrigens) — вид пластинчатых грибов из семейства Негниючниковые (Marasmiaceae). Типовой вид рода Плевроцибелла (Pleurocybella). Широко распространён в северном полушарии, в основном в умеренных зонах.
Синонимы:
- Agaricus abietinus Schrad., 1794, nom. illeg.
- Agaricus porrigens Pers., 1796
- Dendrosarcus porrigens (Pers.) Kuntze, 1898
- Geopetalum abietinum (Schrad.) Murrill, 1916, nom. illeg.
- Nothopanus porrigens (Pers.) Singer, 1973
- Pleurotellus porrigens (Pers.) Kühner & Romagn., 1953
- Pleurotus porrigens (Pers.) P. Kumm., 1871
- Phyllotus porrigens (Pers.) P. Karst., 1879

## Описание
- Плодовые тела без ножки, средних размеров, окрашены в белые или кремовые тона. Шляпка 2—8 см шириной, негигрофанная или слабо гигрофанная, в молодом возрасте округлой формы, почти не приподнимающаяся над землёй, затем выгибающаяся, распростёртая, у старых грибов иногда с центральным углублением. Поверхность шляпки бархатистая, затем почти гладкая, белого или светло-кремового цвета. Край шляпки у молодых грибов подвёрнут, затем разгибается, у некоторых грибов волнистый.
- Пластинки сравнительно частые, белого или кремового цвета, у большинства экземпляров разветвлённые.
- Мякоть до 5 мм толщиной, мясистая, белого цвета.
- Споровый порошок белого цвета. Споры 7,2—8,5×6—7,5 мкм, почти шаровидной формы, с гладкой поверхностью, неамилоидные. Базидии четырёхспоровые, булавовидно-цилиндрической формы, 30—40×6—7,5 мкм. Хейлоцистиды цилиндрической формы, немногочисленные, 30—50×5—8 мкм. Плевроцистиды отсутствуют. Гифальная система мономитическая, гифы 3,5—5,5 мкм в диаметре.

Считается съедобным, хотя описаны случаи отравления плевроцибеллой в Японии — у людей с почечной недостаточностью после употребления в пищу этого вида развивался энцефалопатический синдром.

## Экология
Произрастает на полусгнивших пнях хвойных деревьев, главным образом ели обыкновенной. Вызывает белую гниль.

## Сходные виды
- Crepidotus applanatus (Pers.) P. Kumm., 1871 отличается цветом пластинок.